# دائرة أم البواقي
دائرة أم البواقي إحدى دوائر ولاية أم البواقي الجزائرية . عاصمتها هي أم البواقي وتضم بلديات :
- أم البواقي
- عين الزيتون